# Alazani
De Alazani (Georgisch: ალაზანი) is een rivier in het oosten van Georgië.
Zij ontspringt op de zuidhellingen van de hoofdkam van de Grote Kaukasus bij de berg Borbalo en stroomt in zuidoostelijke richting door de provincie Kacheti, om in haar benedenloop de grens met Azerbeidzjan te vormen. De rivier mondt uit in het meer van Mingəçevir, een stuwmeer in de Koera, die het water van de Alazani meevoert naar de Kaspische Zee.
De Pankisivallei is in de bovenloop van de Alazani gesitueerd. Het is het woongebied van de Kisten, een Tsjetsjeense subetnos in Georgië.